# Чистополле (Новосибірська область)
Чистополле (рос. Чистополье) — село у Коченевському районі Новосибірської області Російської Федерації.
Входить до складу муніципального утворення Чистопольська сільрада. Населення становить 683 особи (2010).

## Історія
Згідно із законом від 2 червня 2004 року органом місцевого самоврядування є Чистопольська сільрада.

## Населення
| 2002 | 2007 | 2010 |
| ---- | ---- | ---- |
| 684  | ↗813 | ↘683 |